# Kupang (Jabon)
Kupang is een bestuurslaag in het regentschap Sidoarjo van de provincie Oost-Java, Indonesië. Kupang telt 3746 inwoners (volkstelling 2010).